# Trichoniscus rhenanus
Trichoniscus rhenanus är en kräftdjursart som beskrevs av Graeve 1913. Trichoniscus rhenanus ingår i släktet Trichoniscus och familjen Trichoniscidae. Inga underarter finns listade i Catalogue of Life.